# Occupation soviétique de la Bessarabie et de la Bucovine du Nord
Pour un article plus général, voir Histoire de la Roumanie pendant la Seconde Guerre mondiale.

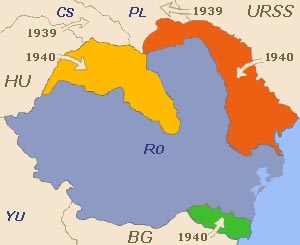
La Roumanie en août 1940 avec en rouge les territoires cédés à l'URSS, en jaune ceux cédés à la Hongrie, et en vert à la Bulgarie.

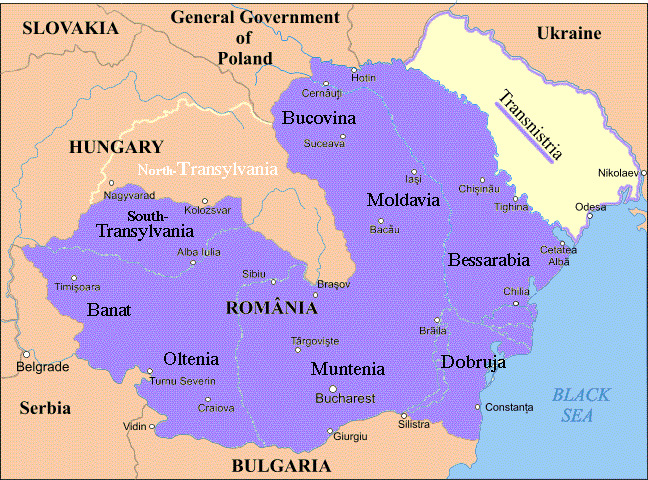
Frontières de la Roumanie entre 1941 et 1944, avec la Transnistrie à l'est.

L’occupation soviétique de la Bessarabie et de la Bucovine du Nord fait référence à l'invasion puis à l'occupation par l'Armée rouge de 50 135 km2 de territoire roumain entre le 28 juin et le 4 juillet 1940, et leur incorporation subséquente au sein de l’URSS (RSS moldave et RSS ukrainienne).

## Contexte
En dépit du Traité de Kars qui par son article 6 rendait juridiquement nul celui de Bucarest donnant la Bessarabie à l'Empire russe, l'URSS n'avait jamais reconnu la République démocratique moldave constituée en 1917 dans les limites de la Bessarabie (44 422 km2), et encore moins son union avec la Roumanie en mars 1918, mais n'avait pas, avant-guerre, de revendications sur la Bucovine du nord ni sur le district de Herța (ensemble 5 713 km2), qui furent pourtant également annexés selon le protocole secret du pacte Hitler-Staline. Durant la guerre, ces régions sont reprises par le régime Antonescu entre 1941 et 1944 mais sont soumises à un régime militaire très différent du régime civil d'avant-guerre, avant de redevenir soviétiques jusqu'en 1991, date à laquelle elles sont partagées entre l'Ukraine et la Moldavie nouvellement indépendantes.

## Ultimatum soviétique à la Roumanie

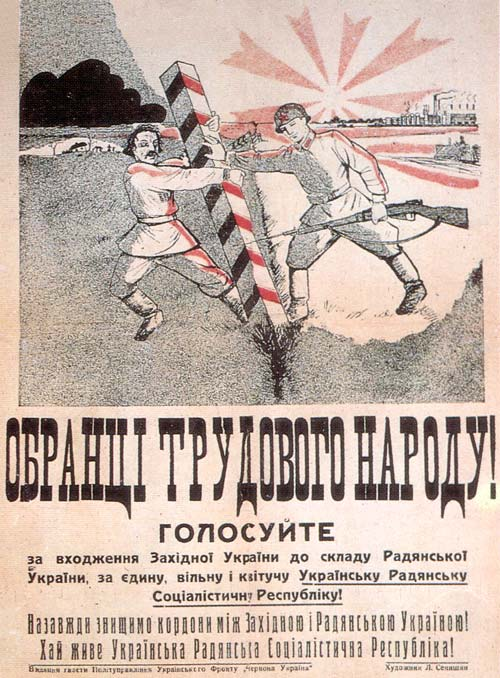
Affiche de propagande soviétique en 1939 : « Électeurs de la classe ouvrière ! Votez pour l'adhésion de l'Ukraine occidentale avec l'Ukraine soviétique, pour une République socialiste soviétique d'Ukraine unie, libre et prospère. Éliminons la frontière entre l'Ukraine occidentale et l'Ukraine soviétique. Vive la République socialiste soviétique d'Ukraine ! ».

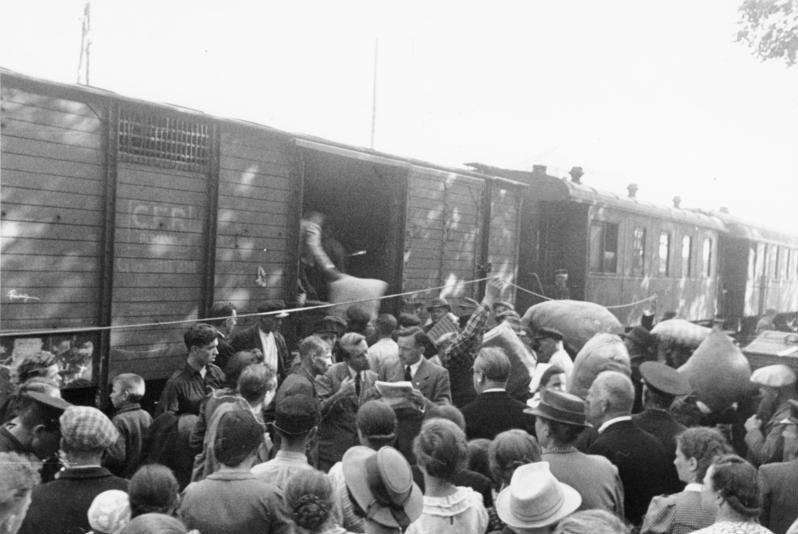
Départ forcé des Allemands de Bessarabie, en application du pacte Hitler-Staline.

Le 26 juin 1940, le ministre des Affaires étrangères soviétique, Viatcheslav Molotov, présente une note d'ultimatum à Gheorghe Davidescu, ambassadeur de Roumanie à Moscou, dans laquelle l'URSS exige l'évacuation de l'armée et de l'administration roumaine de Bessarabie et de Bucovine du Nord dans les 24 heures qui suivent,, et dénonce la « domination exercée par la Roumanie sur la Bessarabie entre 1918 et 1940 », ajoutant que « son sort est lié à l'Ukraine soviétique de par son histoire, son destin, sa langue et sa composition ethnique ». Selon la même note, la Bucovine du Nord serait historiquement liée à la Galicie, territoire polonais annexé par l'Union soviétique en 1939, dans le sens où les deux territoires faisaient partie de l'Autriche-Hongrie de 1772-1775 jusqu'en 1918. Cependant, contrairement à la Bessarabie, la Bucovine du Nord avait une forte population ukrainienne, majoritaire par endroits. Les frontières roumaines avaient été garanties le 13 mai 1939 par le Royaume-Uni et la France, mais fin juin la France s'était effondrée, et l'Angleterre, seule en lice et en butte au Blitz aérien, semblait sur le point de succomber, de sorte que la Roumanie, fortement pressée en ce sens par l'ambassadeur allemand à Bucarest, Wilhelm Fabricius (de), dut accepter l'ultimatum soviétique afin d'éviter une invasion militaire à grande échelle. Un peu moins de deux tiers (soit 29 680 km2) des territoires annexés par l'URSS sont devenus la RSS de Moldavie, république constitutive de l'URSS, qui, avec la rive transnistrienne (4 163 km2) atteint 33 843 km2.

## Occupation et conséquences

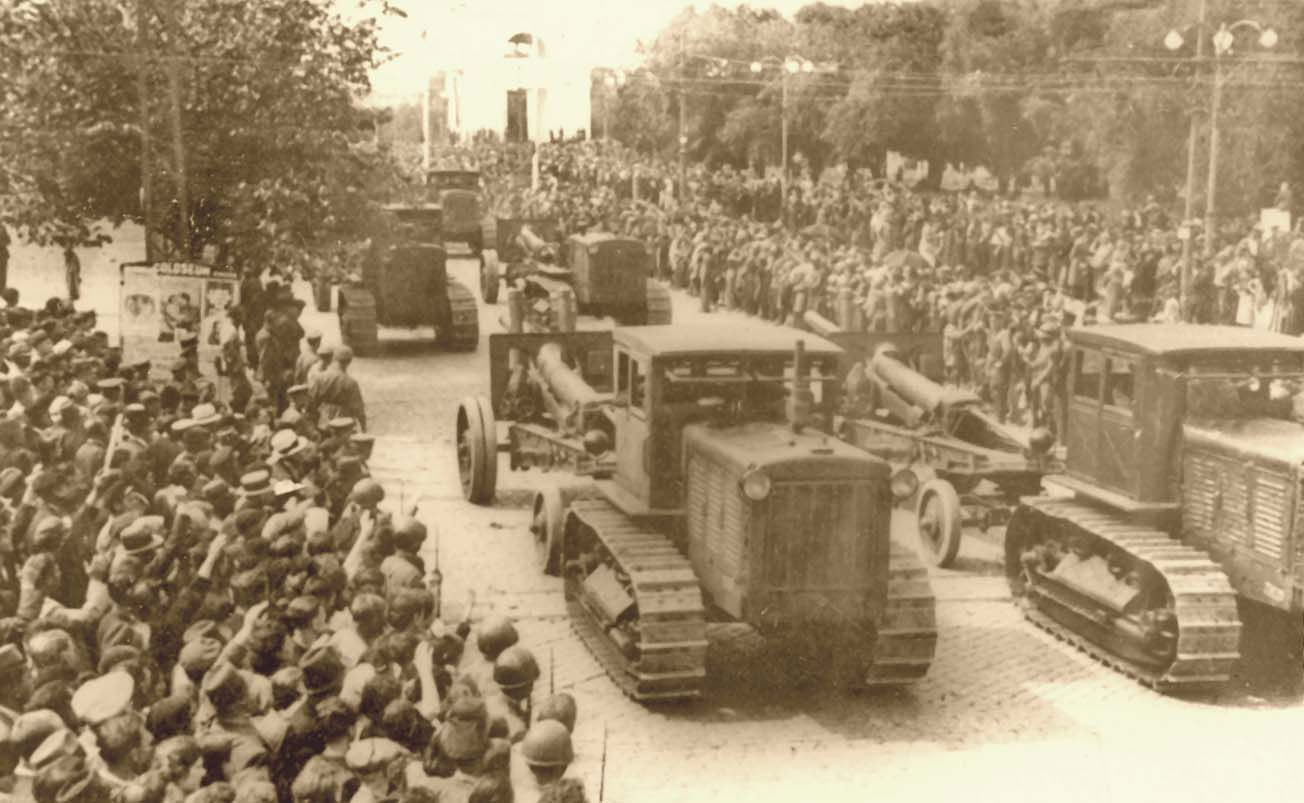
Entrée des troupes soviétiques à Chișinău.

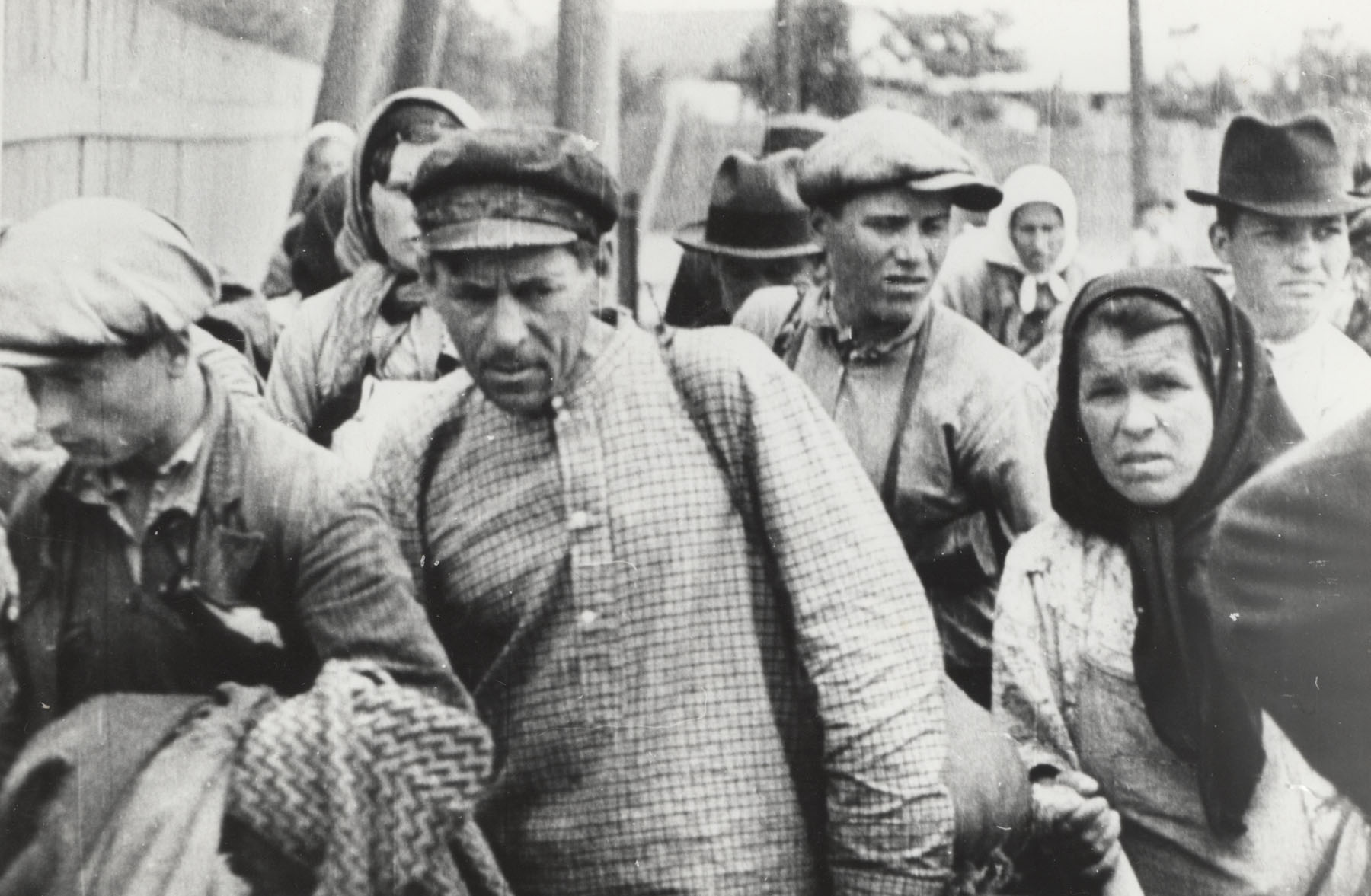
Réfugiés de Bessarabie fuyant l'occupation.

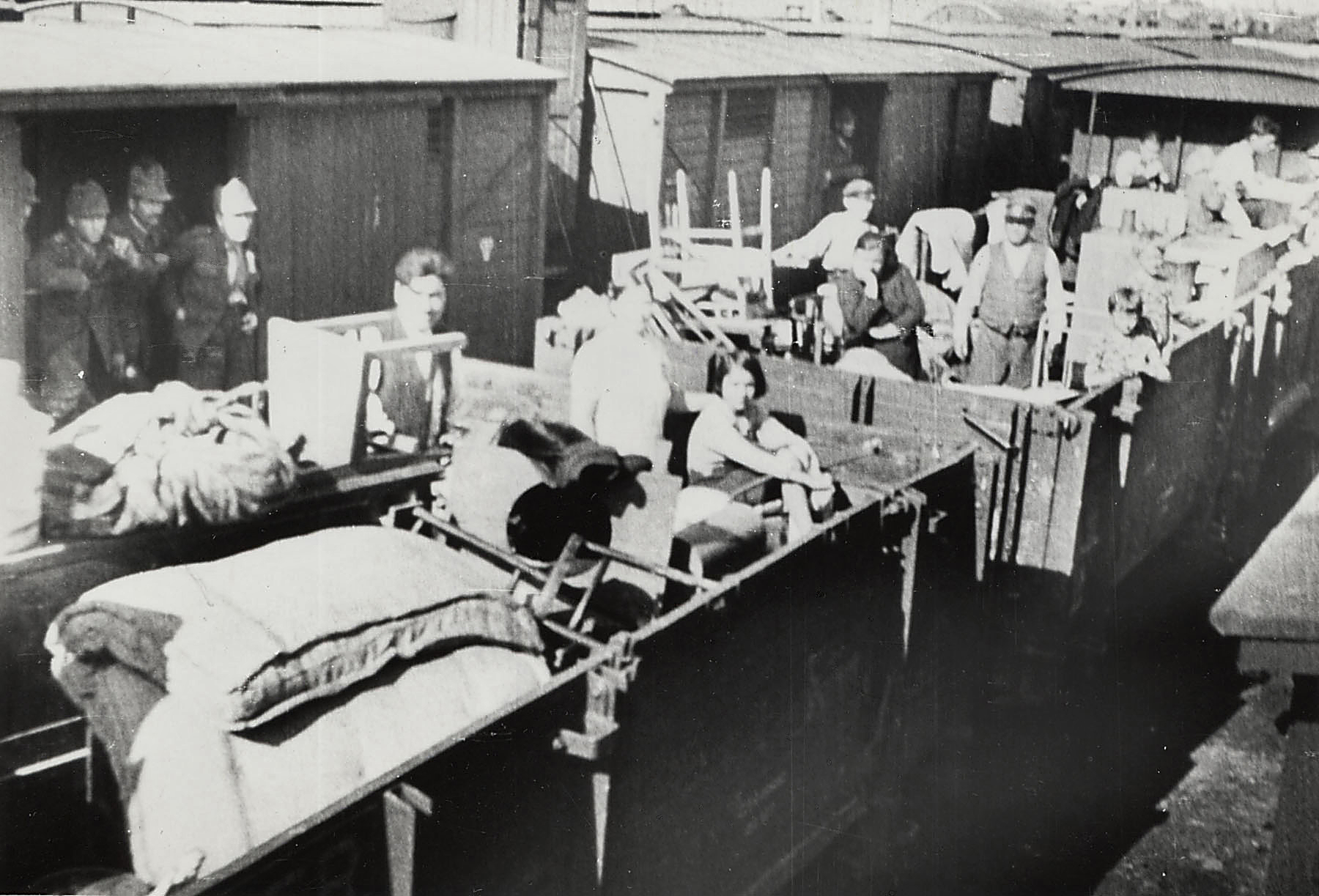
Trains de réfugiés roumains expulsés de Bucovine par les soviétiques.

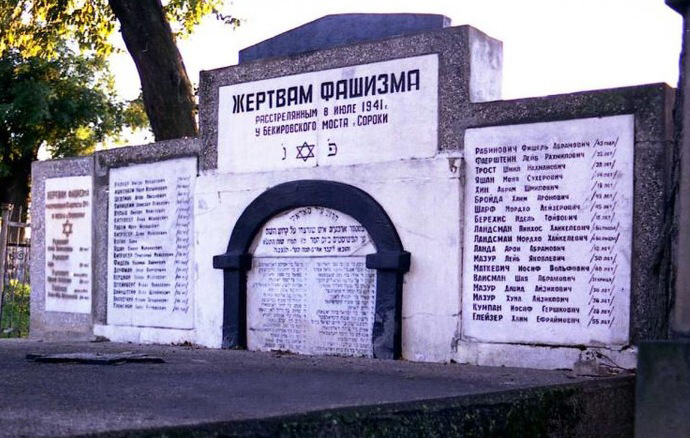
Soroca : tombe de 36 juifs Sorociens massacrés par l'armée roumaine en juillet 1941.

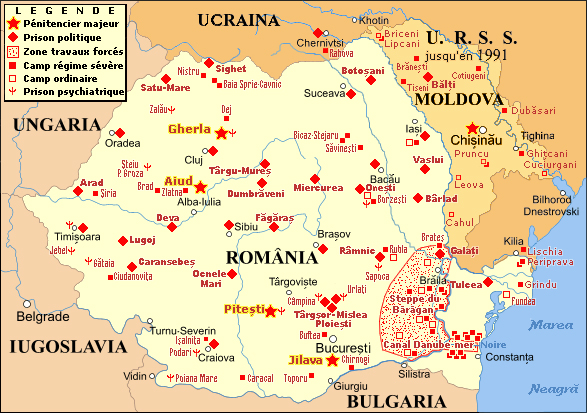
Réseau de prisons et de camps en Roumanie et RSS moldave (1945-1989).

Dans les 48 heures suivant l'ultimatum ainsi que dans la semaine suivant l'arrivée de l'Armée rouge et du NKVD, surnommée la « semaine sanglante », une cohue anarchique de réfugiés a submergé toutes les voies de communication. L'armée roumaine a dû abandonner son matériel, récupéré par l'Armée rouge. Les administrations ont abandonné leurs archives, emportées par le NKVD à Moscou. Boutiques, administrations et entrepôts ont été pillés, les notables et tous ceux qui ont été désignés comme « ennemis du peuple » ou « nuisibles » ont été molestés, souvent arrêtés et fréquemment tués sur place par des « brigades rouges » constituées à la hâte par le NKVD, avec, parfois, un bref simulacre de « procès populaire » avant l'exécution.
L’Armée rouge n’a pas seulement occupé la Bessarabie et la Bucovine du Nord que l’URSS revendiquait. Un petit territoire de la Moldavie occidentale roumaine a également été occupé, parce que sur la carte de l’état-major soviétique, l’épaisseur du trait rouge marquant la nouvelle frontière couvrait par erreur l’arrondissement de Hertsa dont la garnison, se sachant en dehors du territoire à céder, tenta de résister. Le 28 juin 1940, l’armée roumaine compta à Hertsa ses deux premiers morts de la Seconde Guerre mondiale dont l’un était un soldat juif du nom de Salomon Iancou, que l’on présente parfois comme la première victime de la Shoah roumaine, alors que les balles qui l’ont abattu étaient soviétiques. En revanche, dans la ville voisine de Dorohoi, restée roumaine, des militants pro-soviétiques de la ville, issus de la communauté juive, mal informés et pensant que la ville allait être incluse comme Hertsa dans le territoire soviétique, s’en prirent imprudemment ce 28 juin 1940 à un officier roumain qu’ils traitèrent de « vermine fasciste ». Le lendemain de cet incident, les collègues de l’officier molesté et les Roms de Dorohoi violentèrent et pillèrent les familles de ces militants pro-soviétiques : ce sont elles les premières victimes de la violence antisémite physique en Roumanie. Quant aux premiers juifs assassinés, ce sont les 118 victimes du pogrom de Bucarest tuées en février 1941 par la Garde de Fer : des centaines de milliers d'autres suivront, particulièrement à Iași, en Bessarabie et en Bucovine du Nord où le régime du maréchal Antonescu les accusa indistinctement d’avoir soutenu et favorisé l’occupation soviétique en renseignant le NKVD.
En mars 1918, le Sfatul Țării (littéralement, « Conseil du Pays ») avait fait de la Bessarabie russe le premier des territoires roumanophones irrédentistes à proclamer son union avec la Roumanie. Lorsqu'ils revinrent en 1940, les soviétiques ayant tiré les leçons de cet évènement, déportèrent plus de 30 000 personnes : tous les Moldaves salariés par l'état roumain à quelque titre que ce soit, ainsi que tous les prêtres et moines, classés « laquais d'un régime impérialiste », et tous les roumanophones ayant dépassé le baccalauréat, qui n'avaient pas pu passer le Prout pour se réfugier dans la partie de la Moldavie restée roumaine. Cette « première fournée », début d'une longue série, comprend 14 anciens députés du Sfatul Țării dont un ancien ministre de la république démocratique moldave. Le dossier no 824 conservé dans les archives du Service d'information et de sécurité de la Moldavie, relate le sort de ces détenus, arrêtés le 29 juin 1940, lendemain de l'annexion.
Le 30 juin 1940, le major Sazykine, chef du NKVD à Chișinău, expédie au « commissaire du peuple » (ministre) pour l'Intérieur de l'URSS, Béria, un télégramme pour lui annoncer sa prise et suggérer l'organisation d'un procès à la soviétique pour « Trahison des intérêts du peuple moldave », mais les détenus mourront en détention sans avoir été « jugés ». Les militaires et fonctionnaires roumains non-bessarabiens rattrapés par les autorités soviétiques ont été ultérieurement échangés avec la Roumanie contre des militants communistes emprisonnés par le régime Antonescu. Ce fut aussi le cas d'un ancien membre du Sfatul Țării, Ion Codreanu, qui fut échangé, en mai 1941, contre la célèbre dirigeante communiste Ana Pauker : il vécut à Bucarest, où l'Armée rouge le rattrapa en septembre 1944, et où il fut arrêté deux ans après par la Securitate (alors qu'Ana Pauker était devenue ministre) et torturé jusqu'à sa mort le 15 février 1949.
L'occupation a été marquée par des campagnes ciblées de persécutions politiques, d'arrestations, de déportations vers des camps de travail du Goulag et d'exécutions. Les catégories de citoyens visées étaient en priorité : les anciens fonctionnaires de l'État roumain, notamment les enseignants, policiers et juges, les religieux, les professions libérales, les Russes blancs, les minorités religieuses anti-militaristes issues du protestantisme ou de l'orthodoxie. Pendant la Seconde Guerre mondiale, ces régions sont reprises par les forces roumaines du maréchal Antonescu en juillet 1941 lors de l'opération Barbarossa, et les déportations et massacres ciblent cette fois les juifs et les anciens prisonniers de droit commun, accusés en bloc d'avoir dénoncé au NKVD les roumains déportés au Goulag. Reconquis en août 1944 par l'URSS lors des contre-offensives soviétiques, et ayant donc changé de mains trois fois pendant la guerre, ces territoires où le front s'est trouvé de mars à août 1944, sont la région roumaine qui en a démographiquement le plus souffert. Selon les rapports des ministres Krouglov et Béria à Staline, étudiés par l'historien Nikolai Bougai, et selon les données des recensements, de 1940 à 1950 la région a perdu un tiers de sa population, passant de 3 200 000 personnes selon le recensement roumain de 1938, à 2 229 000 selon le recensement soviétique de 1950.
Donc 971 000 personnes ont disparu en 10 ans (1940-1950) :
- 140 000 Allemands de souche ont été déportés en juillet 1940 vers l'Allemagne en application du pacte Hitler-Staline[19] ;
- 120 000 bessarabiens (en majorité Moldaves roumanophones, mais aussi les porteurs de « passeports Nansen »[20]) ont été déportés par les Soviétiques entre le 28 juin 1940 et le 22 juin 1941 (dans la seule nuit du 13 juin 1941 - 13 470 familles, comprenant 22 648 personnes, dont approximativement 2/3 de femmes et enfants)[21];
- 230 000 Juifs ont été soit massacrés par l'armée roumaine au service du régime du maréchal Antonescu (le plus souvent après avoir été déportés en Transnistrie), soit ont fui vers l'URSS et n'en sont pas revenus, qu'ils s'y soient établis ou qu'ils y aient été rattrapés par la Wehrmacht et tués par les Einsatzgruppen ou par l'armée roumaine ;
- 250 000 Moldaves roumanophones ont été déportés par les Soviétiques entre 1944 et 1948[22] ;
- 150 000 personnes sont mortes entre 1946 et 1947 à la suite de la famine provoquée par les réquisitions soviétiques alors qu'on était en période de mauvaises récoltes (politique déjà appliquée en Ukraine voisine dans les années 1920-1930) ;
- 11 324 familles sont déplacées de force hors de Moldavie le 6 juillet 1949 (environ 81 000 personnes), en majorité sur critère religieux ("vieux-croyants", églises néo-protestantes, catholiques)[23].

En 1950, de tous ces « indésirables » ou « nuisibles » déportés hors du pays, 49 000 étaient encore en vie sur les lieux de leur déportation.
Lors de sa déclaration d'indépendance, la Moldavie a condamné l'annexion soviétique de 1940 et ses conséquences, affirmant qu'elle ne reposait sur aucune base légale, mais le traité de Paris de 1947 constitue une reconnaissance internationale des pertes territoriales roumaines de l'été 1940, auxquelles se sont ajoutés en 1948 encore 3,2 km2 d'îles (sur le bras danubien frontalier de Chilia et en mer Noire) dont la perte n'a été reconnue qu'un demi-siècle plus tard par le traité frontalier roumano-ukrainien de Constanza, signé le 2 juin 1997. Au total la Roumanie a donc perdu 50,138 km2 au profit de l'URSS entre 1940 et 1948.
Les conséquences territoriales de l'occupation soviétique de la Bessarabie et de la Bucovine du Nord ont ainsi été admises par la communauté internationale, Roumanie incluse, contrairement à celles de l'occupation des États baltes eux aussi envahis conformément au protocole secret du pacte Hitler-Staline, mais dont ni les États-Unis, ni le Parlement européen,,, ni la CEDH, ni le Conseil des droits de l'homme de l'ONU n'ont reconnu l'incorporation parmi les 15 Républiques socialistes soviétiques ; de plus, la plupart des pays non-communistes membres de l'ONU ont continué à reconnaître de jure l'Estonie, la Lettonie et la Lituanie,, qui, après la dislocation de l'URSS fin 1991, ont été les trois seules anciennes républiques soviétiques à pouvoir quitter la sphère d'influence de la Russie, à n'intégrer ni la CEI-Eurasec, ni l'OCCA, ni l'OTSC, et à rejoindre l'OTAN et l'Union européenne. La reconnaissance internationale des pertes territoriales roumaines a empêché le mouvement unioniste de parvenir à ses fins (l'union entre Moldavie et Roumanie) et laissé le champ libre aux pressions géopolitiques de la Russie à travers le séparatisme pro-russe en Transnistrie et à travers les positions du parti communiste de Moldavie (reconstitué dès 1993, et qui remporte entre un tiers et la moitié des députés au parlement selon les élections), parti qui exprime l'opposition des descendants des colons soviétiques (un tiers de la population) à tout rapprochement avec la Roumanie en particulier et avec l'occident en général.